# 이상협 (1990년)
이상협(1990년 1월 1일 ~ )는 대한민국의 축구 선수로, 포지션은 미드필더이다. 현 K3리그 파주시민축구단에서 뛰고 있다.

## 클럽 경력
2013년 FC 서울에 입단하였다. 같은 해 5월 부리람 유나이티드와의 AFC 챔피언스리그 경기를 관중석에서 지켜보던 차범근이 이상협을 가리키며 저 선수가 누구냐고 물어본 것이 화제가 되기도 하였다.
2017시즌을 앞두고 인천 유나이티드로 이적했다.

## 수상

### 클럽

#### FC서울
- K리그 클래식
  - 우승 1회 : 2016